# Miroir Sprint
Miroir-Sprint est un magazine sportif hebdomadaire français proche du Parti communiste français, créé en 1946 et disparu en 1971. Le titre donna également son nom à une maison d'édition, qui, renommée Vaillant-Miroir Sprint, disparaît en 1992. 

## Un magazine issu de la jeunesse résistante

### Jeune combattant magazine(1945-1946)
Miroir-Sprint, dont le premier numéro paraît le 29 mai 1946, prend la succession d'une revue destinée à la jeunesse, Jeune combattant magazine, en abrégé J, éditée par le mouvement de résistance créé en octobre 1943 des Forces unies de la jeunesse patriotique, vaste rassemblement d'organisations de jeunesse, dont les Jeunesses communistes. En juin 1945, les FUJP entrent dans l'Union de la jeunesse républicaine de France d'obédience communiste. 
Ce magazine, créé le 6 janvier 1945 par Guy de Boysson (1918-2012), ancien chef de maquis FTP et dirigeant national des FUJP, est publié jusqu'en mai 1946.

### Circonstances de la naissance deMiroir-Sprint(mai 1946)
Miroir Sprint prend le relais avec le même directeur, devenu député « apparenté communiste » de l'Aveyron. Le magazine, en noir et blanc, est imprimé en héliogravure sur les rotatives de l'imprimerie Georges Lang, établie à Paris.
La création d'un nouvel hebdomadaire sportif par des personnalités proches du Parti Communiste se situe dans un contexte particulier. La presse sportive n'avait pas été la priorité des autorités chargées, après la Libération, de répartir le papier journal que les restrictions rendaient rare. De plus, certains titres ayant continué de paraître pendant l'Occupation, des mesures d'interdiction les frappaient. Tel était le sort du quotidien L'Auto et de l'hebdomadaire Miroir des sports. Au début de l'année 1946, la situation en matière de production et d'importation de papier se détend. L'aspiration du public vers les compétitions sportives renaît. Et le vide créé par l'absence de presse sportive ne manque pas de susciter des vocations pour le combler. Parmi les nouveaux venus dans ce domaine, figure le PCF. Jusqu'alors celui-ci était demeuré défenseurs du « sport travailliste », bien qu'on prêtât à certains champions professionnels, en particulier dans le cyclisme, des « sympathies » à son égard. Pour le Parti Communiste, l'enjeu est de ne pas laisser la jeunesse et le sport sous l'emprise du « capital ». Son organisation de jeunesse s'élargit pour rassembler le plus largement possible les jeunes: les maquis n'ont-ils pas rassemblés une génération, quelles que soient les croyances de chacun, dans une volonté patriotique commune ? Elle s'appelle l'Union de la jeunesse républicaine de France et a vocation à couvrir, au-delà du champ politique, tout ce qui passionne les jeunes. Le sport est inclus dans cette vision. En février 1946, est créé le journal Sports, qui devient quotidien au cours du printemps. Parmi les journalistes de Sports, on relève les noms de la plupart de ceux qui signeront plus tard dans Miroir Sprint : Maurice Vidal, André Chaillot, François Thébaud. Dans la stratégie de conquête du milieu sportif, Miroir Sprint apporte l'analyse, l'image, tout en cultivant la vision mythique de champions exemplaires.

### Années fastes

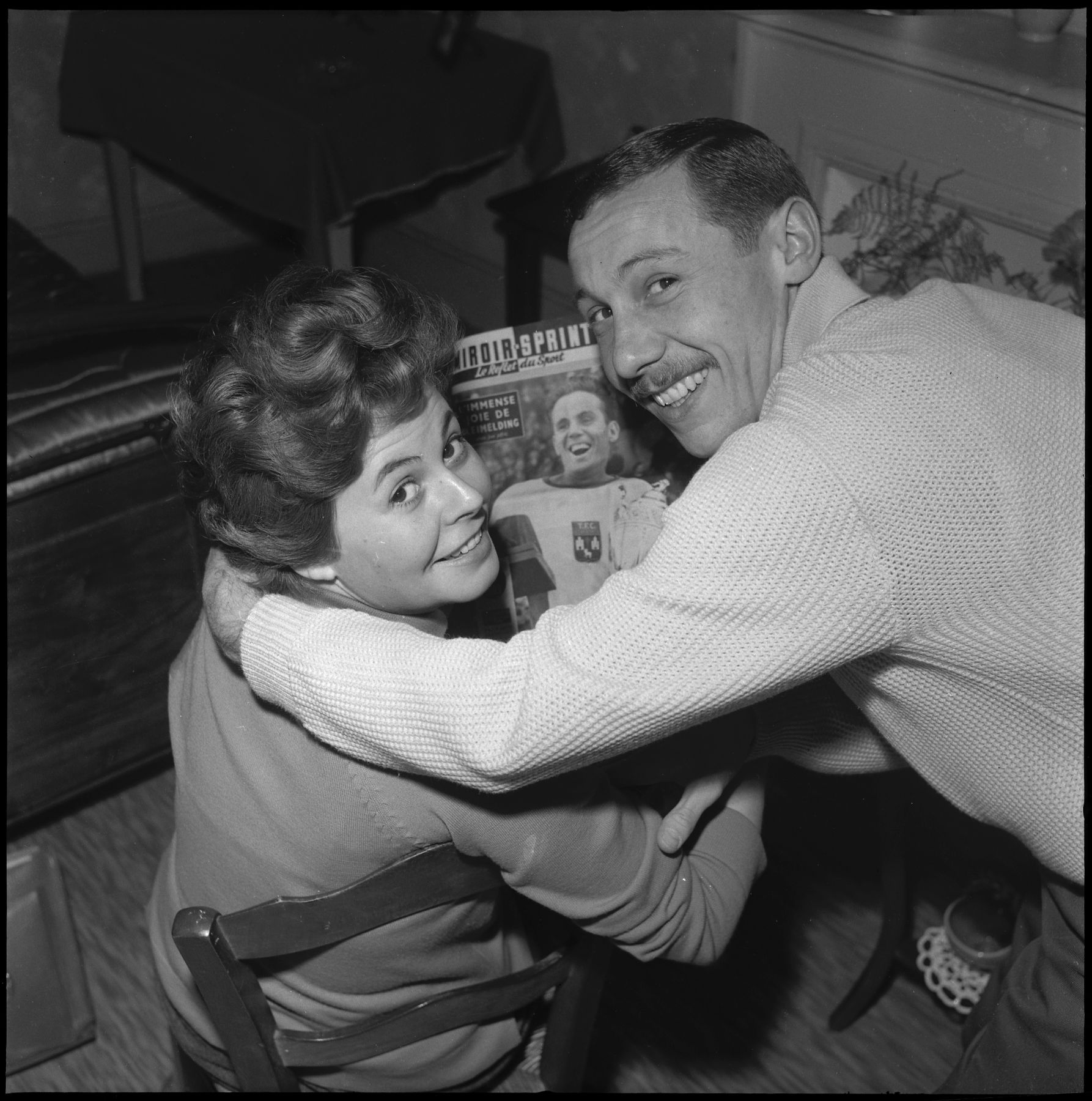
Robert Bocchi, joueur du TFC, lisant une revue de Miroir-Sprint, avec sa femme.

Une des devises de Miroir-Sprint était d'être au cœur de l'actualité sportive. En ce premier été 1946, non seulement il est dans l'actualité mais, avec d'autres journaux relevant du conglomérat informel de la presse "sympathisante" du PCF, il crée cette actualité. Il est en effet parmi les journaux organisateurs d'une compétition cycliste nouvelle, la Ronde de France. Le but était-il de supplanter les anciens organisateurs du Tour de France ? L'organisateur principal de cette Ronde de France, le journal Ce soir, délègue le travail concret à son chef du service des sports, Georges Pagnoud, qui se trouve être le tout nouveau rédacteur en chef de Miroir Sprint... L'expérience s'arrête après la première édition de cette Ronde de France. Revue omnisport, Miroir Sprint n'a que l'embarras du choix et ne compte peut-être pas privilégier une discipline par rapport aux autres. Le football d'ailleurs fait la une du numéro 1 :  la Coupe de France a été gagnée le 26 mai par Lille, vainqueur (4-2) du Red Star, au stade de Colombes, alors que les Boucles de la Seine, course cycliste organisée par Ce soir viennent d'être remportée, le 28 mai, par Louis Caput. Quant à l'actualité de  1946, la  victoire du tennismann français Yvon Pétra à Wimbledon aurait suffi à elle seule à amener des lecteurs au Miroir ! Les années suivantes sont fertiles en exploits et en champions : Miroir Sprint voit ses ventes s'envoler : Jean Robic gagne le Tour 47 dans des circonstances épiques, Louison Bobet émerge souvent dans la malchance, toujours émouvante, Marcel Cerdan conquiert l'Amérique, Raphaël Pujazon domine le cross-country, un certain Robert Barran emmène le Stade Toulousain à la victoire du championnat de rugby, le nageur Alex Jany bat des records du monde, Christian d'Oriola peut faire rêver tous les d'Artagnan des cours de récréation... Et au-delà des frontières, Fausto Coppi et Gino Bartali alimentent les passions.
La carrière de Guy de Boysson l'éloigne de la presse sportive en 1948. Après un bref intermède, Maurice Vidal, lui aussi ancien résistant, journaliste et militant de l'UJRF, lui succède début 1949. Il perpétue dans Miroir Sprint un certain engagement militant qui marque le magazine, surtout dans ses premières années d'existence. Les tirages atteignent au début des années 1950 des chiffres supérieurs à 400 000 exemplaires. Ce n'est qu'en 1951 qu'un concurrent sérieux apparait dans la presse sportive hebdomadaire, le Miroir des Sports ressuscité.

### Le lent déclin
Ces chiffres déclinent jusque vers 80 000 au début des années 1960. Sans doute le sport français, qui ne rapporte des Jeux olympiques de Rome (1960) que six médailles, ne permet guère à la presse sportive de surfer sur l'actualité. Après la gloire des Raymond Kopa, Just Fontaine acquise au Stade de Reims, au Réal Madrid et surtout lors de la Coupe du monde de football de 1958 en Suède, le football français touche le fond  en 1962. Il y a bien Jacques Anquetil, Michel Jazy ou Christine Caron. Et certes, après les exploits d'Emil Zátopek ou de Vladimir Kuts, le sport des pays socialistes, défendu et popularisé par Miroir Sprint, alimente une chronique toujours bienveillante de l'hebdomadaire. Les sauts de Valeri Brumel et d'Igor Ter-Ovanessian, les levées d'haltères de l'ingénieur soviétique Vlassov  trouvent dans le Miroir des laudateurs, qui voient là la supériorité du communisme sur le capitalisme, dans les champions de l'Est. Mais les chiffres sont là : en 1963, pour un tirage de 83 900 exemplaires, la diffusion n'est que de 55 000 exemplaires. Miroir Sprint subit, au fil des ans, la concurrence du Miroir des Sports, puis les deux hebdomadaires sont victimes de l'ascension, irrésistible, de la télévision. Le dernier numéro paraît le 2 février 1971.

### Sport, un Miroir Sprint de réflexion?
Le 10 février 1971, un nouveau titre prend place au rayon de la presse sportive, Sport. Son directeur Maurice Vidal écrit en page 2 un éditorial ambitieux. Il se place dans la lignée  de l'écrivain Jean-Jacques Rousseau qu'il cite : « Plus le corps est faible, plus il commande, Plus le corps est fort, plus il obéit ». Il souhaite faire un  journal magazine, qui raconte le sport, en intégrant cette activité physique dans le bagage de l'homme moderne, en expliquant l'exploit, et ses coulisses, en aidant  à développer sa pratique et en tenant compte qu'il est aussi loisir.
Pendant 45 numéros, la revue Sport tente, avec l'équipe rédactionnelle de Miroir Sprint de prolonger l'esprit de Miroir Sprint, en l'adaptant à la civilisation des loisirs qu'il discerne en extension. 

Le directeur Maurice Vidal, le directeur adjoint Robert Barran, le rédacteur en chef Rayumond Pointu, le secrétaire général Gilles Delamarre, le metteur en page Alain Le Guen, assisté de l'inusable Robert Jacquemin, les journalistes Francis Le Goulven, Daniel Peressini, Henri Quiqueré, François Thébaud, les photographes Marcel et Henri Besson, Jean Jaffre, Roger  Touchard, Roger Monnet mettent en textes et en photos la saison sportive 1971. Cependant, 45 numéros plus tard, le 15 décembre 1971 Maurice Vidal annonce la cessation de parution de son titre. Certes les Éditions J se restructurent, mais le magazine n'a pas pu trouver un lectorat nouveau, qui lui eut permis d'atteindre un seuil de rentabilité. Maurice Vidal qui a accompagné l'aventure éditoriale des 27 ans d'existence des Éditions J rassure ses lecteurs autant peut-être que lui-même. Il annonce la parution ponctuelle de Sport lors de grands événements sportifs. De fait un numéro spécial de Sport paraît en 1972 à l'occasion des Jeux olympiques de Munich. Puis le titre est abandonné et c'est en 1976, lors des Jeux olympiques de Montréal, deux numéros de Miroir Sprint qui sortent des presses. Espoir de relance ? Il ne semble pas que le résultat des ventes ait encouragé l'équipe de Maurice Vidal à persévérer dans l'entreprise. Le « label » Miroir Sprint se perpétue à travers des magazines spécialisés et réapparaît épisodiquement comme éditeur d'ouvrages sportifs, avant de sombrer en 1992. Restent les anciens lecteurs, pour lesquels le mythe se prolonge en collectionnant l'hebdomadaire de la rue des Pyramides...

## Les éditions Miroir Sprint
Le groupe éditorial auquel appartenait Miroir Sprint, les Éditions J, éditait également des magazines mensuels spécialisés dans une discipline sportive : Miroir du cyclisme, Miroir du football, Miroir du rugby (2 numéros trimestriels en 1960 + 228 numéros mensuels de février 1961 à juin 1980)  et Miroir de l'athlétisme (116 numéros d'octobre 1962 à septembre 1974). Tous les quatre sont créés au début des années 1960. Leur directeur est Maurice Vidal, également rédacteur en chef du mensuel cycliste après 1964. Pour le rugby, la rédaction en chef est assurée par Robert Barran, François Thébaud est le leader du Miroir du football. Dernier né, le Miroir de l'athlétisme est sous la rédaction de Yann Le Floch. La maison des Éditions J prit le nom d'Éditions Miroir Sprint. Ces éditions sont réputées proches du Parti communiste français et sont devenues, au fil des restructurations de la presse appartenant à cette mouvance, éditions Vaillant-Miroir Sprint (VMS) après la fusion avec les éditions Vaillant (dont le titre phare était Pif Gadget). Les directeurs successifs de ce groupe, Jean-Jacques Faure, Jean-Claude Lemeur étaient effectivement issus du PCF. Dans le domaine sportif, les éditions Vaillant-Miroir Sprint firent paraître en 1980 L'Encyclopédie mondiale du Sport, sous forme de 40 fascicules hebdomadaires (sous-titrés les jeux olympiques de A à Z), pouvant être reliés en 4 volumes. Cette parution venait en appui d'une campagne du Parti communiste français contre le boycott des Jeux olympiques de Moscou. Lors des J.O. de 1988, sous la signature de Maurice Vidal, les éditions Miroir Sprint reprennent et actualisent des articles de cette encyclopédie  pour éditer un livre : L'épopée des Jeux olympiques. La société Vaillant-Miroir-Sprint est mise en liquidation judiciaire en 1992.

## Figures de la rédaction
Miroir Sprint dut une large part de sa notoriété au talent de ses rédacteurs :
- La figure emblématique du journal était Maurice Vidal :  il  fut le directeur de Miroir Sprint vingt deux années, de 1949 à 1971. Après des débuts à Sports, il avait été journaliste à Libération. Présent dans les grands rendez-vous sportifs, Tour de France ou Jeux olympiques, ses éditoriaux donnaient une analyse un peu distanciée de l'événement.
- Rédacteur en chef jusqu'en 1950, le journaliste Georges Pagnoud passait ensuite au concurrent Miroir des sports, en même temps qu'il était embauché au Parisien libéré.
- Robert Barran, ancien rugbyman au Stade Toulousain était lui aussi chroniqueur sportif au quotidien Libération, avant d'écrire dans L'Humanité. Il fut rédacteur en chef durant la dernière décennie du titre.
- François Thébaud, le chef de la rubrique footballistique venait de Libération.

À leurs côtés écrivaient dans Miroir Sprint des journalistes spécialisés, travaillant pour des titres  de la presse quotidienne, aussi divers que l'Aurore, l'Humanité, ou Le Monde :
- Jacques Augendre, Le Monde (cyclisme)
- Albert Baker d'Isy, Agence centrale de presse
- André Chaillot, Libération (basket-ball)
- Jean Dumas, l'Aurore (boxe)
- Yann Le Floch, L'Humanité (athlétisme)[4]
- Pierre Lameignère, ancien joueur professionnel de football.
- Francis Le Goulven, Combat (football)
- Abel Michéa, l'Humanité (cyclisme)
- Roland Passevant, l'Humanité (boxe)
- Henri Ravera, l'Humanité (Tour de France)
- Jacques Périllat, (Pierre Chany), L'Équipe (cyclisme)
- Raymond Pointu,
- Georges Pradels, l'Aurore (football)
- Robert Silva,
- Émile Toulouse
- Jean-Claude Seine, photographe pigiste

Certains anciens champions sportifs donnaient quelques avis réguliers dans les colonnes du journal. Charles Pélissier y fit ainsi incursion en spécialiste du cyclisme. Robert Chapatte y livre dès 1955 des articles. Surtout l'ancien coureur de demi-fond Jules Ladoumègue, auréolé de son prestige d'ancien athlète publiait une chronique qui permettait à l'hebdomadaire d'avoir la crédibilité de l'expérience du sport de haut niveau.

## Le Miroir du Tour
Un des moments forts de Miroir Sprint se situait au début de l'été. Paradoxalement la couverture journalistique du Tour de France cycliste, course organisée par leur concurrent de la presse sportive, permettait à Miroir Sprint de réaliser ses pics de vente. Il se sous-titrait alors Le Miroir du Tour. À cette occasion, Miroir Sprint doublait, voire triplait, sa périodicité de parution, mais la pagination de ces numéros était réduite à 16 pages.  Les photos et le texte étaient alternativement de couleur bistre ou sépia. L'équipe des journalistes était renforcée par des collaborateurs occasionnels, anciens champions tels René Vietto, Jean Aerts. 
Miroir Sprint devait son succès, à la qualité des photographes, D. Guyot, G. Le Bihan, puis les frères Besson, R. Touchard, L. Lucchesi, J. Jaffre.  Leurs clichés alimentaient ces numéros spéciaux.

Pour donner idée des moyens mis en œuvre, voici l'exemple du Tour de France 1949. La publicité du Miroir du Tour se place sous la devise: « À évènement considérable, effort considérable ». Les jours de parution sont lundi, mercredi et vendredi, sous des tirages distinctifs de couleur bistre, vert et bleu. 6 rédacteurs suivent la course : Charles Pélissier, Georges Pagnoud, Albert Baker d'Isy, Maurice Vidal, Pierre Chany, et Jacques Marchand. Ils sont accompagnés de 3 reporters photographes, d'un opérateur Belin, de 2 chauffeurs, de 2 motocyclistes. 2 avions spéciaux « ramèneront après chaque étape les photos et textes de nos collaborateurs ». Le tout est doublé d'un concours le Tour de France en images doté de nombreux prix. Ce rythme de parution de trois numéros par semaine est encadré par la publication de deux numéros spéciaux à forte pagination, l'un avant, l'autre après la compétition.
Enfin, et non parmi les moindres des collaborateurs de la revue, le dessinateur Pellos (René Pellarin), passait des Pieds nickelés à l'illustration sportive. Déjà contributeur à Sports, Pellos illustra les pages de Miroir Sprint dès 1946. Comme Maurice Vidal, son nom est inséparable de l'hebdomadaire sportif, où lors du Tour de France, Pellos dispose d'une page entière par numéro.

## L’Almanach de Miroir Sprint
Durant les cinq premières années de sa parution, Miroir Sprint publiait un volume annuel intitulé : Almanach de Miroir Sprint. Cette sorte de numéro spécial hivernal (192 pages pour le millésime 1947, 226 pages pour le millésime 1951) qui faisait le bilan de la saison en cours, récapitulait des palmarès d'épreuves et de champions, et présentait les facettes de la saison sportive à venir, n'était pas une nouveauté éditoriale, puisque le Miroir des Sports avait fait paraître de telles brochures avant 1939. L'intention évidente en 1946 de la rédaction de Miroir Sprint était d'utiliser cette formule populaire de l'Almanach pour fidéliser les amateurs de compilation, tout en offrant aux publicitaires  un support qui permettait des rentrées d'argent. Les années sportives 1946 à 1950 correspondent aux éditions de l’Almanach de Miroir Sprint millésimées de 1947 à 1951. Outre le contenu documentaire sur l'ensemble des sports présentés par ces volumes brochés, au format 18 × 24 cm, dont Georges Pagnoud rédigeait l'éditorial de présentation (pour les quatre premiers), il faut relever le graphisme et le dynamisme du dessin des couvertures, toutes signées Paul Ordner. À partir de 1952, cette formule disparaît au profit d'un numéro spécial Miroir Sprint « fin de saison », et de numéros spéciaux dédiés à une discipline sportive grand public, tel le Cyclisme.

## Siège
Le siège du journal s'installe au 25 rue d'Aboukir avec la revue communiste Regards.

## Sources
- Seidler, Édouard. Le sport et la presse, coll. « Kiosque », Paris, éditions Armand Colin, 1964, 270 p.
- Sudres Claude. Dictionnaire international du cyclisme, Strasbourg, éditions Ronald Hirle, 1993.
- Déon, Bernard et Seray, Jacques. Les revues cyclistes, des origines à nos jours, Saint-Étienne, Musée d'art et d'industrie de Saint-Étienne, 1996, 96 p.
- Attali Michaël & Combeau-Mari Évelyne (dir.), Le sport dans la presse communiste], Rennes, Presses universitaires de Rennes, 2013, 287 p.  (ISBN 978-2-7535-2824-6) (Préface : Jean-Yves Mollier)
- Miroir Sprint, 500e numéro, 9 janvier 1956: « les plus belles photos sportives depuis 10 ans ».
- Miroir Sprint, numéro spécial 1946-1966, supplément au no 1 010 : « 1 000 semaines de sport ». Octobre 1965.
- Sport, numéro 45, 15 décembre 1971. Maurice Vidal livre un éditorial d'adieu, où il synthétise l'existence de la presse sportive des Éditions"J"